# Bällstaviken
Bällstaviken är en vik av Ulvsundasjön som i sin tur är en vik av sjön Mälaren. 
Bällstavikens yttre del delas mellan Stockholms och Solna kommuner och den inre delen mellan Stockholm och Sundbyberg. Vid Bällstaviken finns industrier och grönområden samt hamnanläggningar för småbåtar. På Bällstavikens båda sidor har under slutet av 1990-talet och början av 2000-talet byggts nya sjönära bostadshus. Längs Bällstavikens norra strand löper en lummig promenadväg som fortsätter utmed Ulvsundasjön till Hornsberg på Kungsholmen.
Det största tillflödet till Bällstaviken kommer från Bällstaån. Flödet utgörs huvudsakligen av dagvatten. Enligt Stockholm Vatten är badvattenkvaliteten i Bällstaviken otjänlig eller tjänlig med anmärkning.[källa behövs]

## Bilder

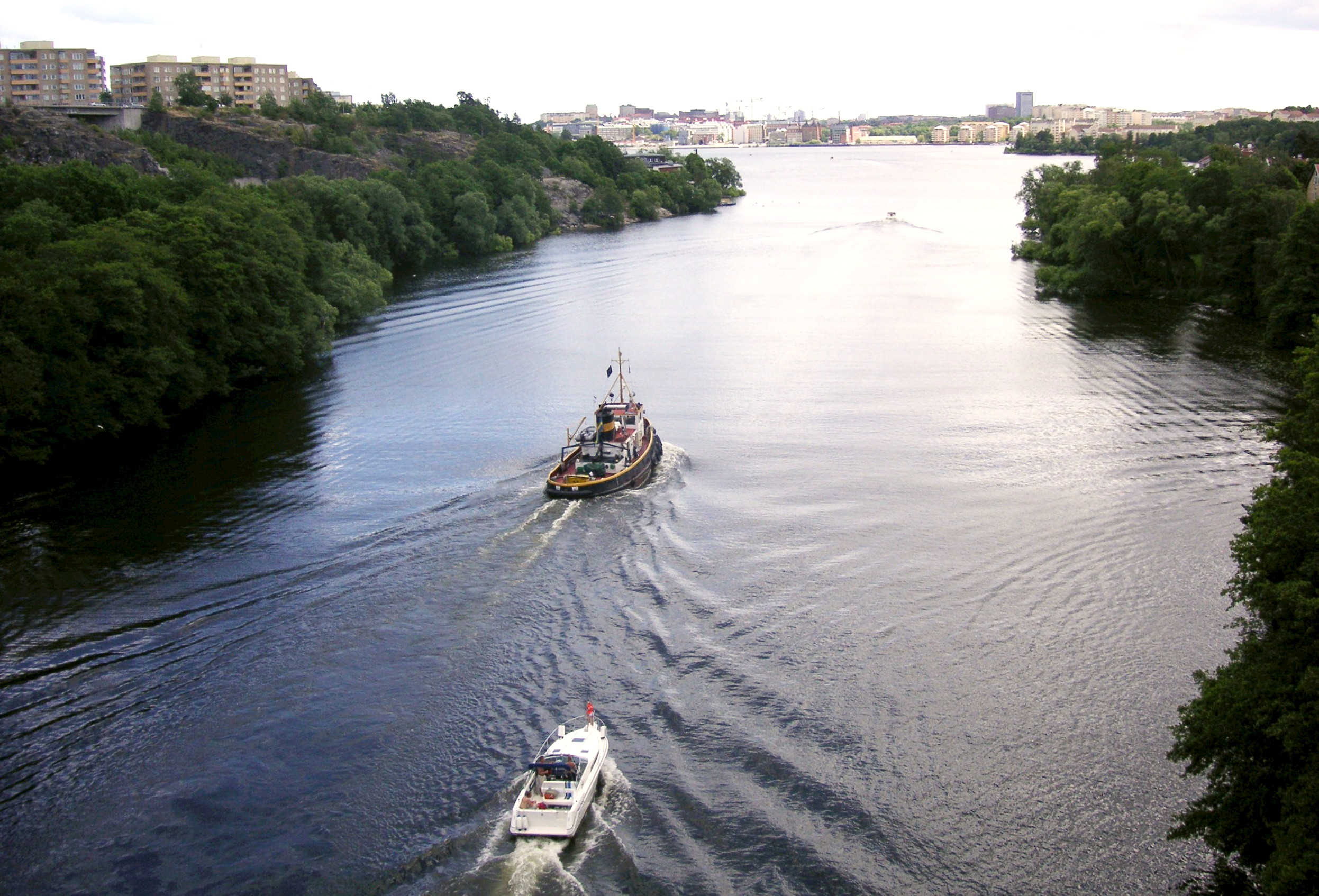
Bällstaviken mot Ulvsundasjön
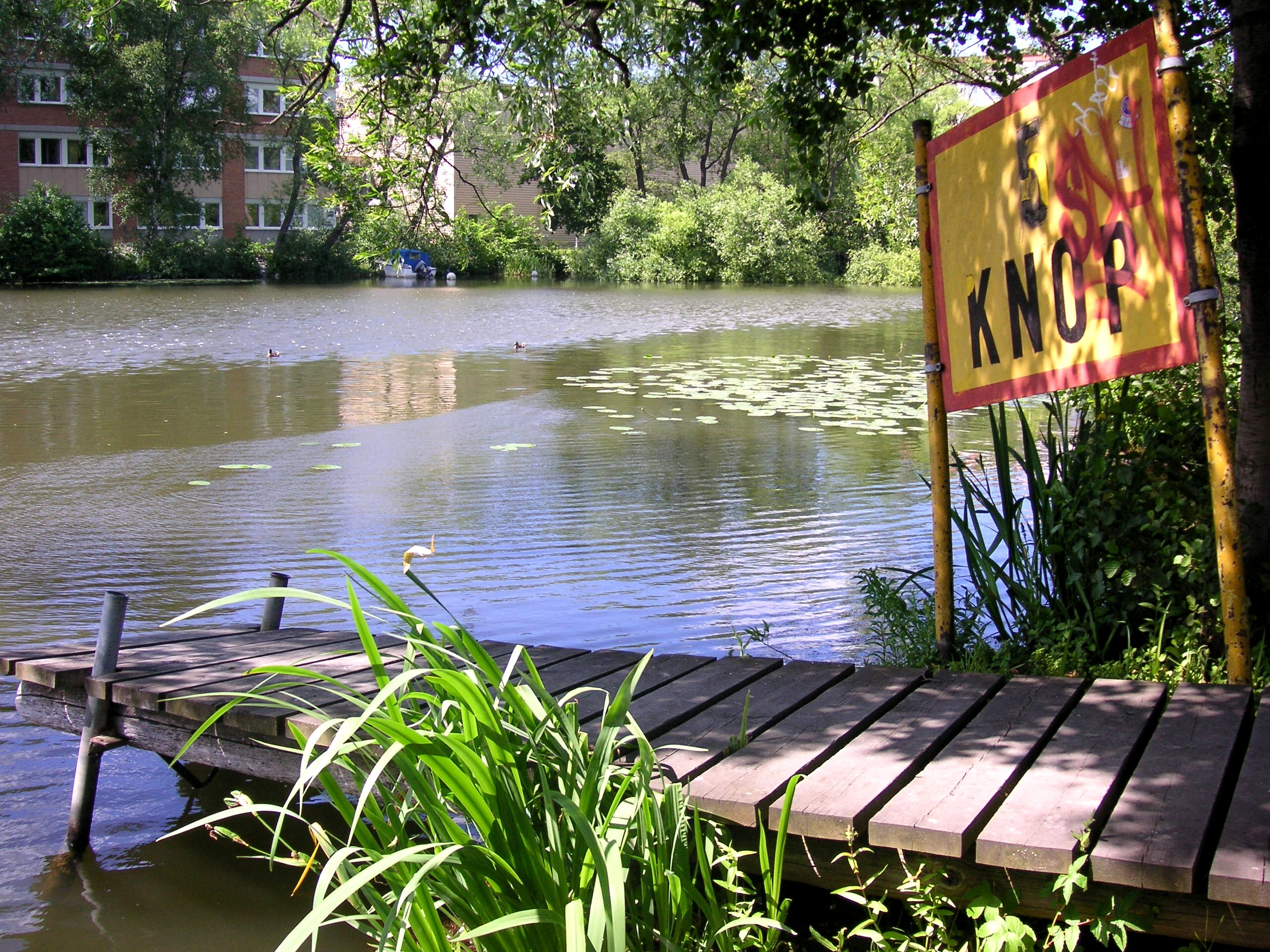
Bällstavikens strandpromenad
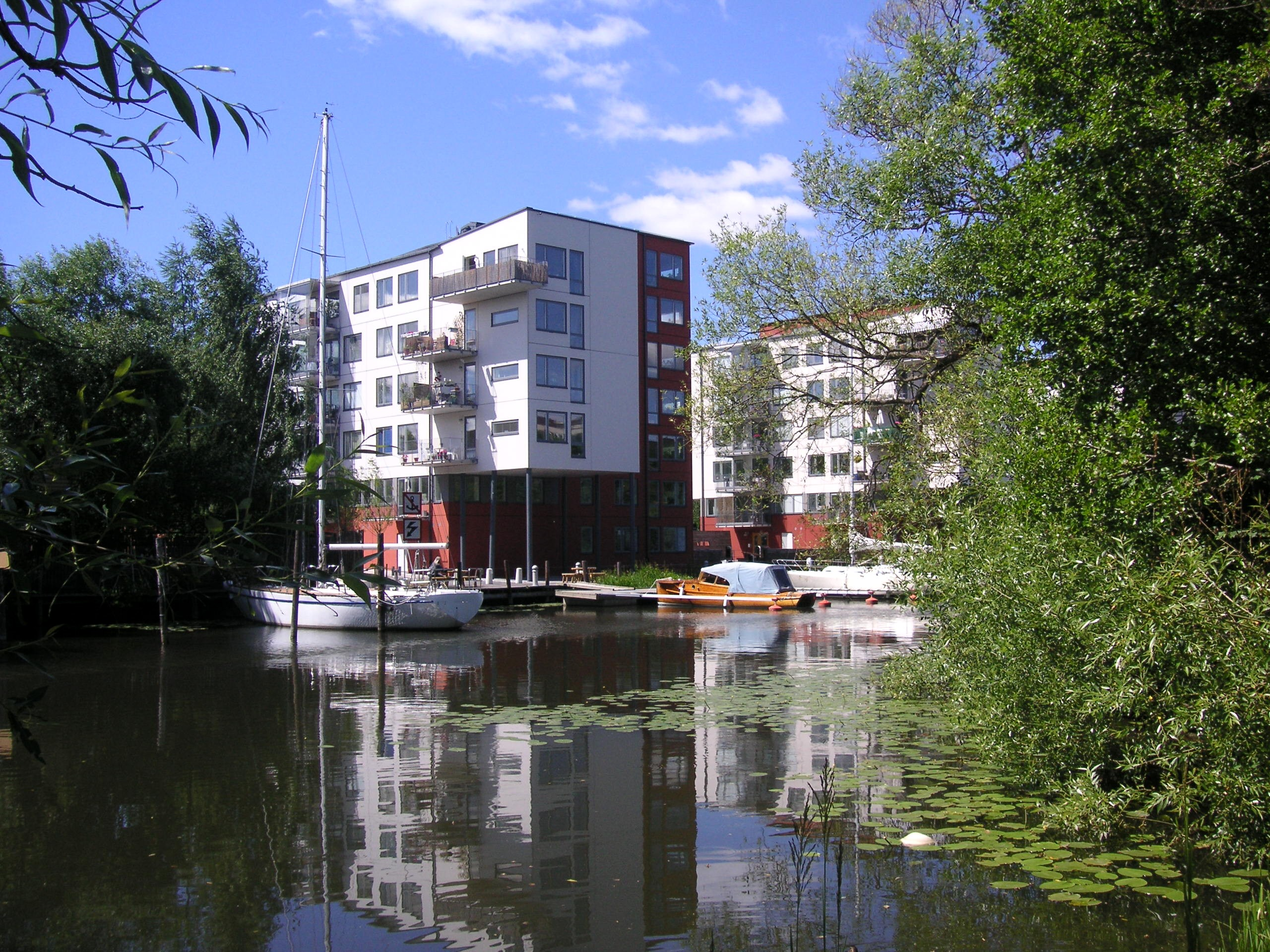
Nya bostadshus
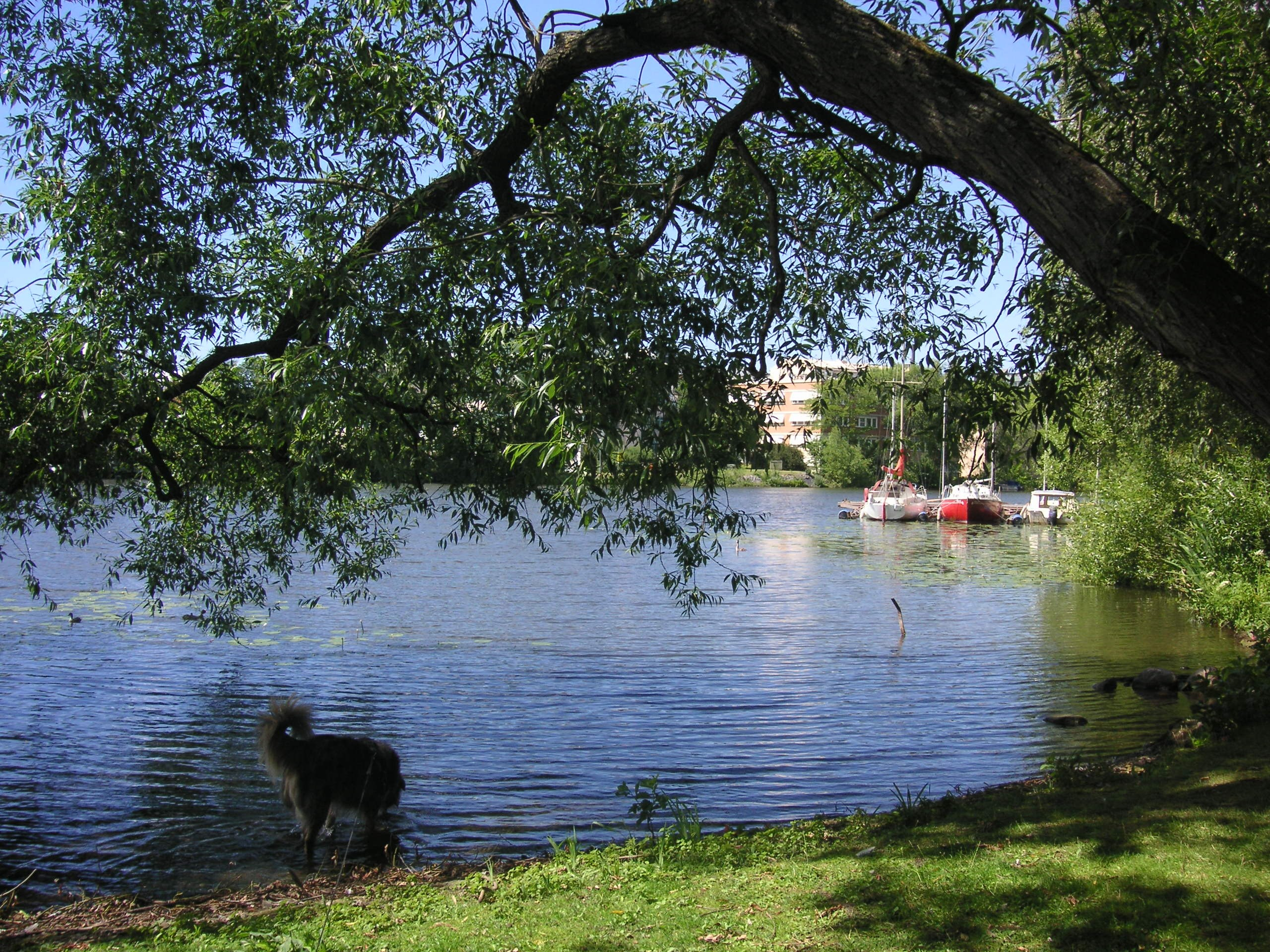
Bällstavikens strandpromenad